# Bristol 411
Bristol 411 — лімузин британської компанії Bristol Cars Ltd. 1969–1976 років, який прийшов на заміну моделі Bristol 410 і був збудований на основі її шасі. Випускався з кузовом 2-дверний седан. Після випуску 287 машин її замінила модель Bristol 603.

## Конструкція
При виробництві даної моделі була змінена багаторічна традиція компанії Bristol випуску що два роки нової моделі з незначними модернізаціями відносно попередньої. Впродовж 7 років було проведено чисельні технічні і дизайнерські модернізації моделі 411, з присвоєнням номерів серії від 411 Mk.1 до 411 Mk.5. Дещо окремо стоїть серія 411 Mk.6.
На час паливної кризи 1973 завдяки моделі 411 компанії Bristol вдалось вистояти у нелегкі часи для авто люкс-класу, стабільно продаючи невеликі партії авто. Варто зазначити, що у цей період ледь встояла така британська компанія, як Aston Martin, а у Брістолі вийшла нова модель 412.

### Bristol 411 Mk. 1

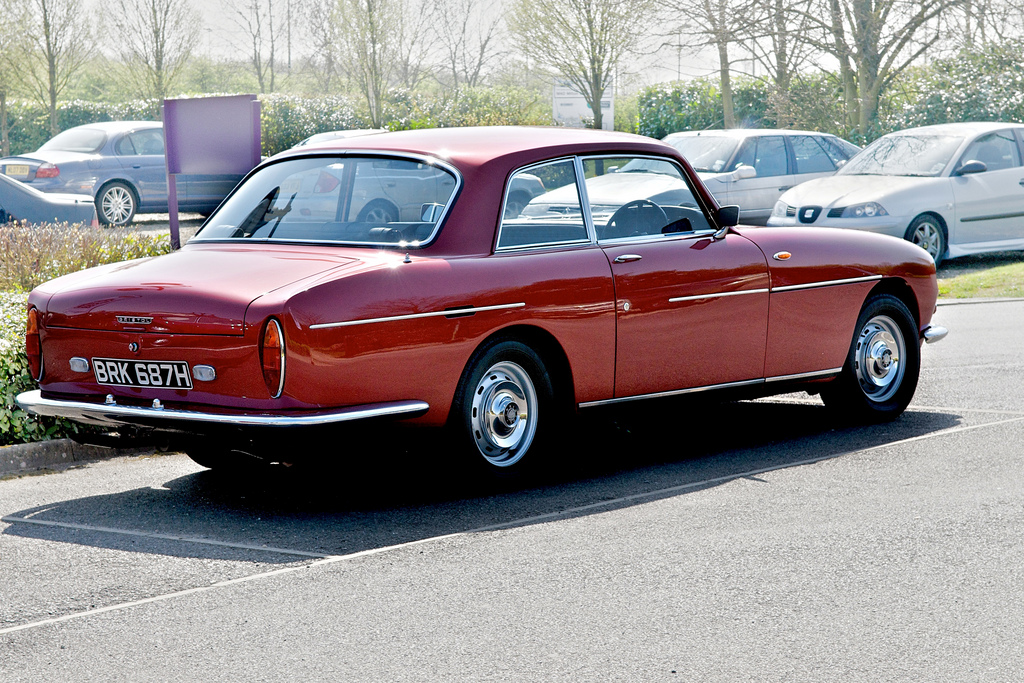
Bristol 411 Mk. 1

Модель презентували на початку 1969 року. Основною відмінністю від 410 моделі був потужний модернізований мотор Chrysler об'ємом 6,3 літра потужністю 335 к.с. Кузов отримав певні зміни вигляду решітки радіатора, інтер'єру. Завдяки мотору значно покращились ходові характеристики моделі 411, що розганялась до 230 км/год. З 0-60 миль авто розганялось за 7 секунд. Тодішні спеціалізовані видання називали Bristol 411 найшвидшим серійним авто світу. Bristol 411 Mk. 1 продавали за 6997 фунтів.

### Bristol 411 Mk. 2
Восени 1970 презентували першу модифікацію моделі 411 з автоматичною системою регулювання кліренсу і незначними косметичними змінами.

### Bristol 411 Mk. 3

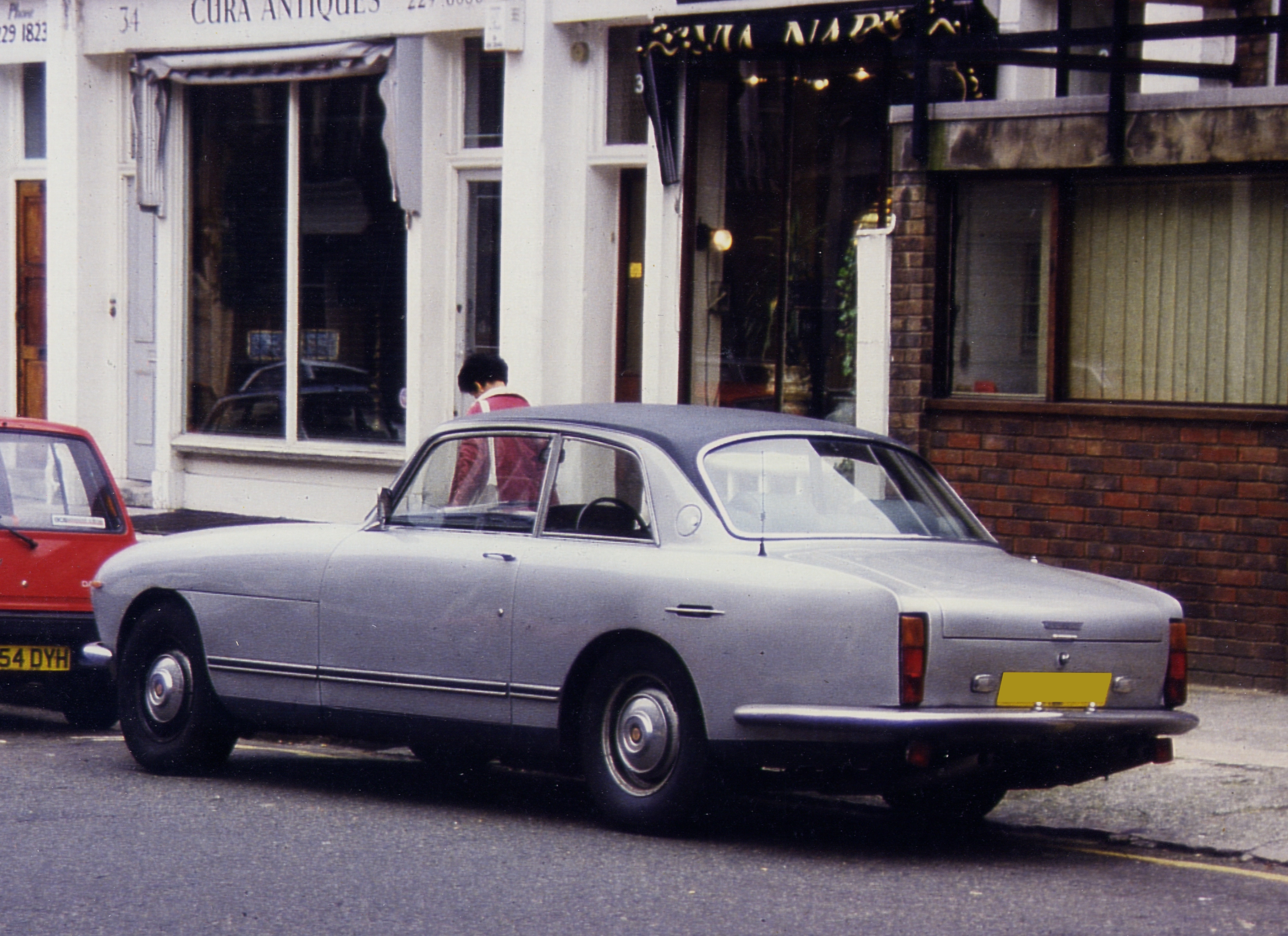
Bristol 411 Mk. 3

У липні 1972 411 Mk. 3 отримав модернізований кузов, ходову частину. Значних змін зазнали передня і задня частини кузова. Радіатор займав усю ширину кузова, і у нього було інтегровано чотири 20-см фари. Розміщену по центру хромовану решітку радіатора у пресі називали тостером чи грилем барбекю. Дещо змінили форму капоту, бічних крил. Задні ліхтарі замінили новими, як і вихлопну систему. Дана модифікація вирізнялась серед попередніх, але не відповідала модерним тенденціям. Інтер'єр зберігав класичний стиль. Мотор Крайслер у 6,3 л отримав меншу степінь компресії (9.5:1 замість 10,1:1).

### Bristol 411 Mk. 4

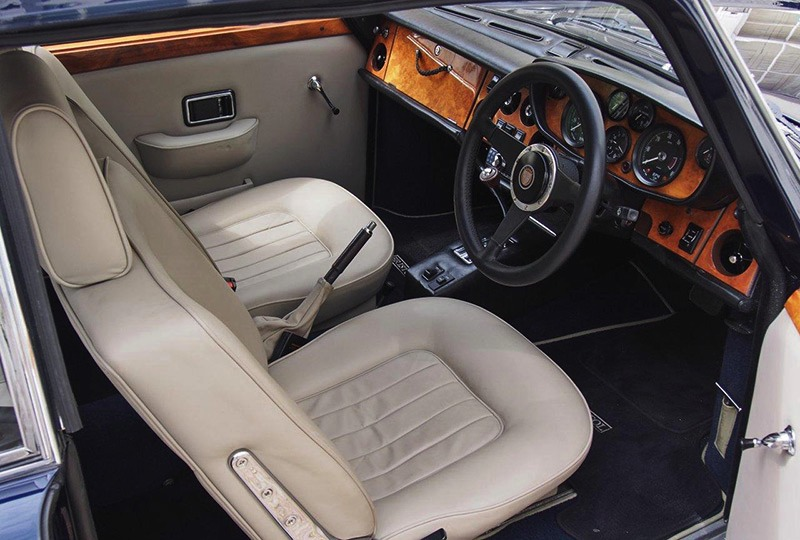
Bristol 411. 1970.
Панель приладів

Восени 1973 випустили модель 411 Mk. 4. Для повернення спортивних ходових характеристик було встановлено новий мотор Chrysler об'ємом 6,6 л потужністю 264 к.с.. Модифікацію продавали за ціною 8973 фунтів.

### Bristol 411 Mk. 5
Влітку 1975 презентували нову модифікацію з косметичними змінами кузова, пасками безпеки та безпечних шин Avon, що дозволяли керувати автомобілем при пошкодженнях на високих швидкостях. Власник Bristol Тоні Крук особисто демонстрував тест на летовищі, коли на швидкості 230 км/год підривали переднє колесо, а авто продовжувало їхати своїм курсом. Це була остання модель на базі шасі Bristol 406. Її замінила восени 1976 абсолютно нова модель Bristol 603. Модель 411 Mk. 5 коштувала 12.587 фунтів.

### Bristol 411 Series 6

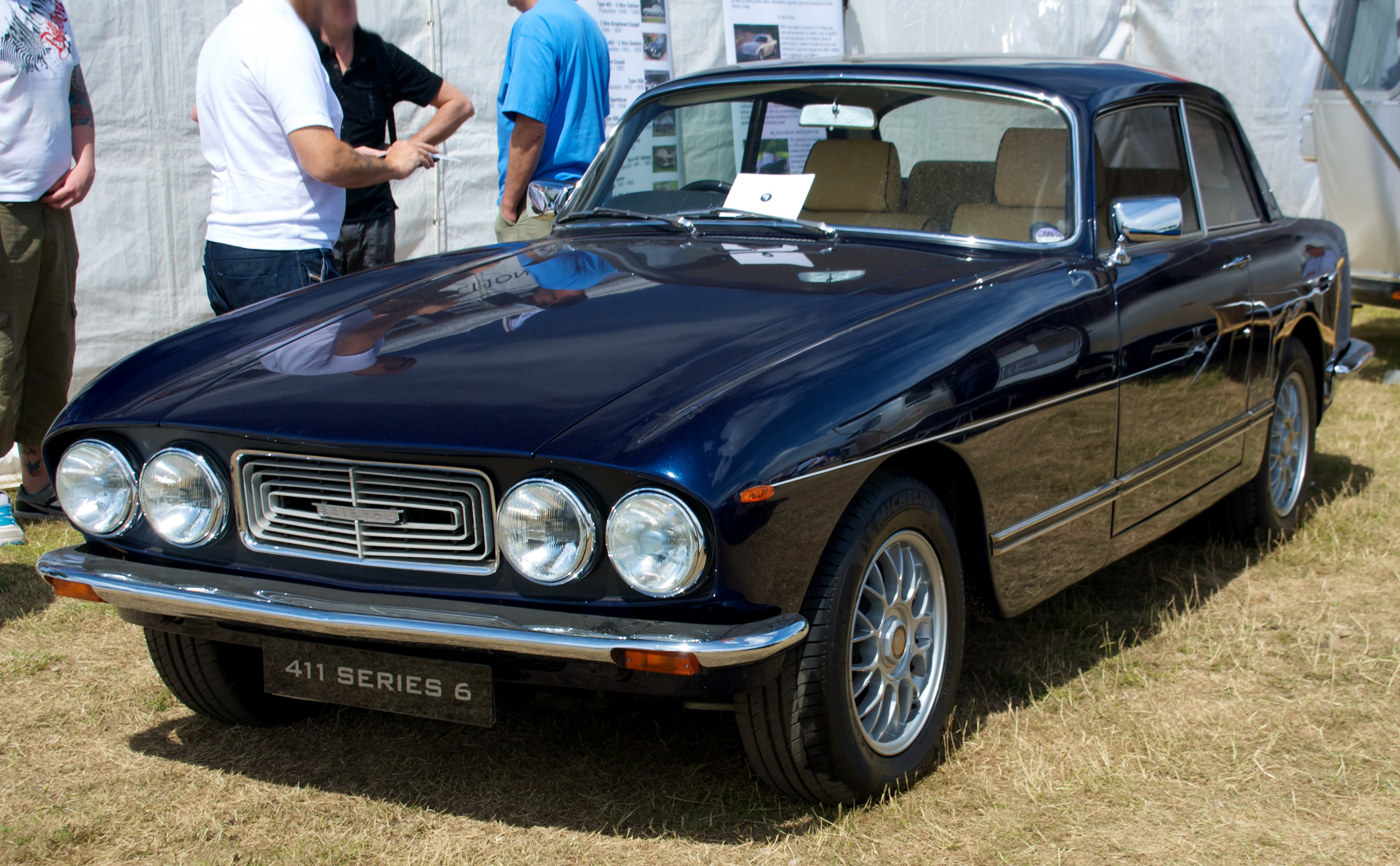
Bristol 411 Series 6. 2010

Серія 6 основана на відновлених автомашинах раніших серій з 8-циліндровими моторами, виготовлення яких розпочали 2008 року. Авто отримували гарантії нових автомашин. При їхньому виготовлені старі авто розбирали і збирали з використанням нових деталей і нового шасі. Авто отримували ходову частину з моделі Bristol Blenheim 3, 8-циліндровий мотор об'ємом 5,9 літрів. За бажанням відновлювали стандартне устаткування чи встановлювали нове з Blenheim 3S з мотором потужністю до 400 к.с. Також вони отримували комп'ютеризовану автоматичну 4-ступінчасту коробку передач, модерну аудіосистему, GPS-навігатор, iPod-під'єднання.

## Посилання

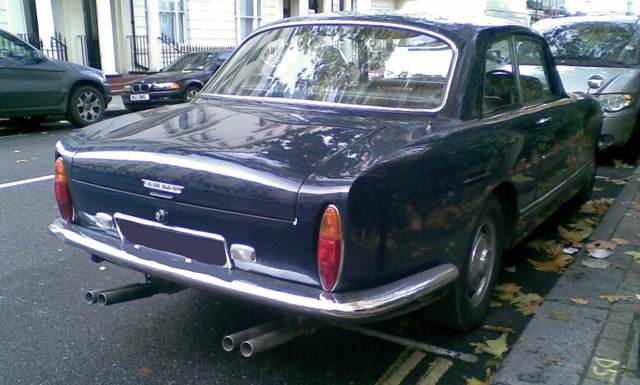
Задня частина Bristol 411